# Іскра (акціонерне товариство)
ПрАТ «Львівський електроламповий завод „Іскра“»  — львівська світлотехнічна компанія, яка має повний завершений технологічний цикл виробництва джерел світла, від наукових розробок до виготовлення компонентів та готової продукції. Підприємство постійно розвиває науково-дослідний та виробничо-технічний потенціал, зокрема вдосконалює наявні технології, вкладає гроші в модернізацію та розвиток виробництва, розробляє нові джерела світла. Розташоване в промисловій зоні Сихова (місцевість Старий Сихів), за адресою вул. Вулецька, 14, Львів.

## Товари та виробництво

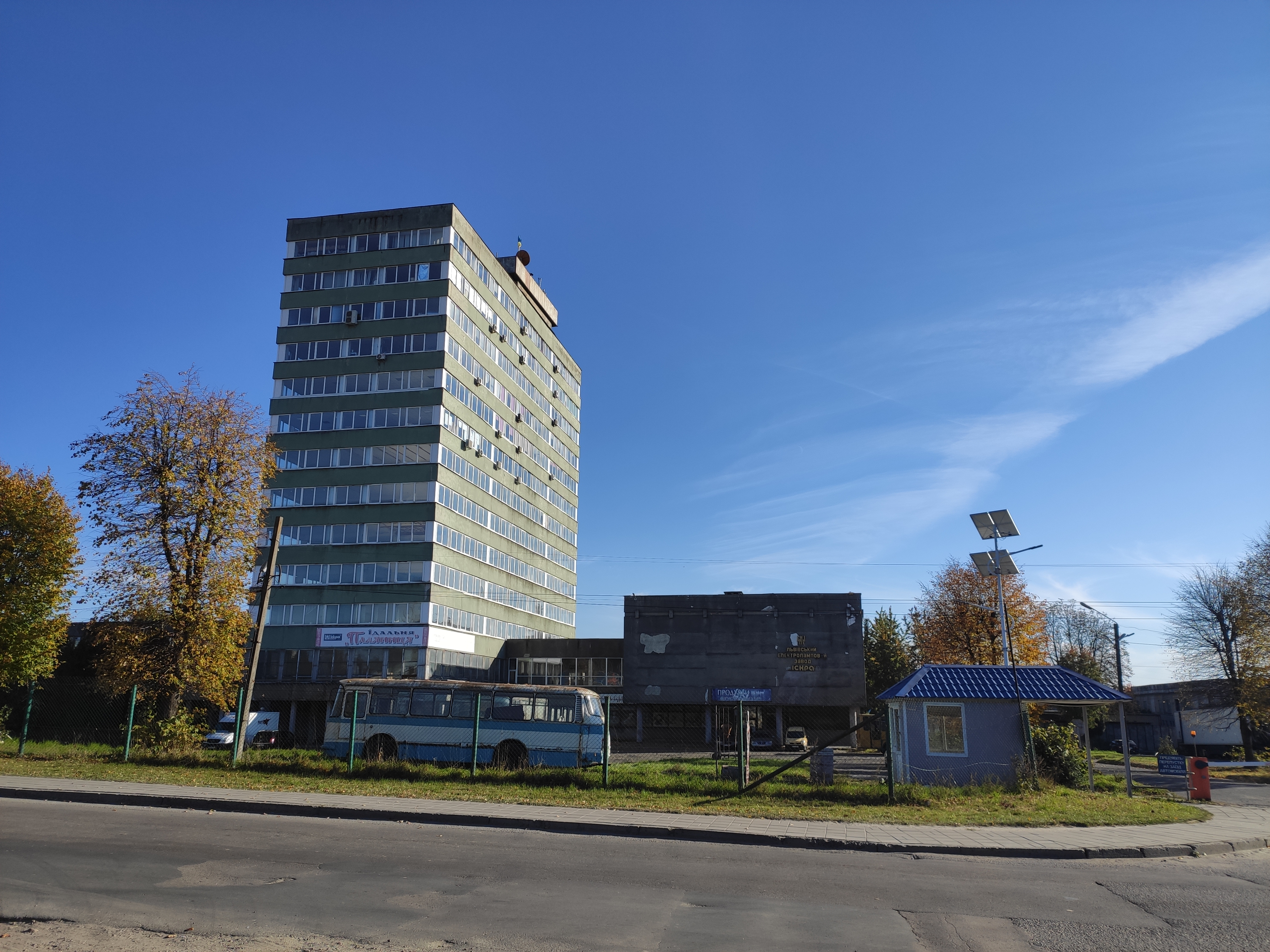
Завод ПрАТ «Іскра»

Товарний асортимент ПрАТ «Львівський електроламповий завод „Іскра“» налічує понад 280 видів ламп загального і спеціального призначення, світлодіодні LED-лампи та світлодіодні LED-світильники для побутового та промислового призначення, а також кварцово-галогенні, мініатюрні, автомобільні, натрієві й ртутні, компактні люмінесцентні та лампи-фари.
Світлотехнічна продукція постачається під торговими марками «Helios», «Sygnal», «Soleo», «TechLamp» та «Іскра», які зареєстровані у 33 країнах світу. Продукція займає значну частку на ринку освітлювальної техніки України.
Якість продукції перевіряється випробувальним інститутом ПрАТ «Львівський електроламповий завод „Іскра“» та відповідає критеріям атестації на проведення вимірювань у цій сфері (Св. № РЛ018/15 від 23.01.2015) та найсуворішим вимогам європейських стандартів безпеки.
20 квітня 2006 року на основі обстеження виробництва ПрАТ «Львівський електроламповий завод „Іскра“» та позитивних результатів випробувань в лабораторії міжнародного органу з сертифікації «TÜV Rheinland» (ТЮФ Рейнланд) міста Будапешт (Угорщина) взірців електроламп торгових марок «Iskra» та «Volta» підприємству було вручено сертифікати відповідності CE та сертифікати TÜV GS, що дає можливість виходу продукції ПАТ «Іскра» на ринки Євросоюзу.